# Калтишино
Калти́шино (рос. Калтышино) — присілок у складі Промишленнівського округу Кемеровської області, Росія.

## Населення
Населення — 112 осіб (2010; 132 у 2002).
Національний склад (станом на 2002 рік):
- росіяни — 93 %